# ناحیه جکسون، شهرستان ویل، ایلینوی
ناحیه جکسون (به انگلیسی: Jackson Township) ناحیه‌ای در ایالات متحده آمریکا است که در شهرستان ویل واقع شده‌است.

## خصوصیات
ناحیه جکسون  ۴٬۱۰۰ نفر جمعیت دارد.